# Classement Liv-ex des vins de Bordeaux
La classification Liv-ex des vins de Bordeaux est un classement des bordeaux les plus chers, en mars 2009. Cette classification est réalisée par le site Liv-ex (London International Vintners Exchange (en)), une bourse d'échange en ligne britannique spécialisée dans la spéculation et la vente des vins, dans le but d'actualiser le classement datant de 1855.

## Critères
Seuls les bordeaux rouges de la rive gauche de la Garonne sont pris en compte, c'est-à-dire les médocs (appellations saint-estèphe, pauillac, saint-julien, margaux et haut-médoc) et les graves (appellation pessac-léognan).
Les châteaux doivent produire plus de 2 000 caisses pour être sélectionnés (ce qui exclut les vins de garage, aux prix élevés mais loin cependant des premiers grands crus) et ne pas être un second vin (auxquels un autre classement est réservé).
Le classement est basé uniquement sur les prix (soit le même critère que le classement de 1855) des caisses de douze bouteilles de 75 centilitres, exprimés en livres sterling, calculé en moyenne pour les cinq millésimes de 2003 à 2007, d'après les cotations du site Liv-ex au printemps 2009.
Les résultats sont publiés le 10 mars 2009 : soixante vins sont classés. les premiers crus dépassent les 2 000 livres sterling la caisse, les deuxième crus sont entre 2 000 et 500, les troisième crus entre 500 et 300, les quatrième crus entre 300 et 250, et les cinquième crus entre 250 et 200 livres.

## Listes des crus classés

### Premiers crus
| Nom des vins                  | Prix moyens | Classification 2009 | Classification 1855 | Rang 2009 | Rang 1855 |
| Château Latour                | 4 620 £     | 1er cru             | 1er cru             | 1er       | 2e        |
| Château Lafite Rothschild     | 4 197 £     | 1er cru             | 1er cru             | 2e        | 1er       |
| Château Margaux               | 3 773 £     | 1er cru             | 1er cru             | 3e        | 3e        |
| Château Mouton Rothschild     | 2 941 £     | 1er cru             | 1er cru             | 4e        | 5e        |
| Château Haut-Brion            | 2 705 £     | 1er cru             | 1er cru             | 5e        | 4e        |
| Château la Mission Haut-Brion | 2 225 £     | 1er cru             | -                   | 6e        | -         |

### Deuxièmes crus
| Nom des vins                                   | Prix moyens | Classification 2009 | Classification 1855 | Rang 2009 | Rang 1855 |
| Château Palmer                                 | 1 085       | 2e cru              | 3e cru              | 7         | 27        |
| Château Léoville Las Cases                     | 1 029       | 2e cru              | 2e cru              | 8         | 8         |
| Château Cos d'Estournel                        | 804         | 2e cru              | 2e cru              | 9         | 17        |
| Château Pape Clément                           | 686         | 2e cru              | -                   | 10        | -         |
| Château Montrose                               | 672         | 2e cru              | 2e cru              | 11        | 18        |
| Château Ducru-Beaucaillou                      | 664         | 2e cru              | 2e cru              | 12        | 16        |
| Château Pichon Longueville Comtesse de Lalande | 588         | 2e cru              | 2e cru              | 13        | 15        |
| Château Pichon-Longueville                     | 525         | 2e cru              | 2e cru              | 14        | 14        |
| Château Léoville Barton                        | 510         | 2e cru              | 2e cru              | 15        | 10        |
| Château Lynch-Bages                            | 502         | 2e cru              | 5e cru              | 16        | 49        |

### Troisièmes crus
| Nom des vins                 | Prix moyens | Classification 2009 | Classification 1855 | Rang 2009 | Rang 1855 |
| Château Léoville Poyferré    | 458         | 3e cru              | 2e cru              | 17        | 9         |
| Château Pontet-Canet         | 423         | 3e cru              | 5e cru              | 18        | 43        |
| Château Malescot St. Exupéry | 394         | 3e cru              | 3e cru              | 19        | 25        |
| Château Rauzan-Ségla         | 386         | 3e cru              | 2e cru              | 20        | 6         |
| Château Haut-Bailly          | 369         | 3e cru              | -                   | 21        | -         |
| Château Calon-Ségur          | 357         | 3e cru              | 3e cru              | 22        | 31        |
| Château Lascombes            | 348         | 3e cru              | 3e cru              | 23        | 13        |
| Château Smith Haut Lafitte   | 329         | 3e cru              | -                   | 24        | -         |
| Château Beychevelle          | 329         | 3e cru              | 4e cru              | 25        | 40        |
| Château Cantenac Brown       | 318         | 3e cru              | 3e cru              | 26        | 26        |
| Château Grand-Puy-Lacoste    | 316         | 3e cru              | 5e cru              | 27        | 47        |
| Château Branaire-Ducru       | 311         | 3e cru              | 4e cru              | 28        | 35        |
| Château Clerc-Milon          | 311         | 3e cru              | 5e cru              | 29        | 59        |
| Château Duhart-Milon         | 306         | 3e cru              | 4e cru              | 30        | 36        |
| Château Giscours             | 305         | 3e cru              | 3e cru              | 31        | 24        |
| Château La Lagune            | 305         | 3e cru              | 3e cru              | 32        | 29        |
| Château d'Issan              | 300         | 3e cru              | 3e cru              | 33        | 21        |

### Quatrièmes crus
| Nom des vins                | Prix moyens | Classification 2009 | Classification 1855 | Rang 2009 | Rang 1855 |
| Château Saint-Pierre        | 295         | 4e cru              | 3e cru              | 34        | 19        |
| Château Langoa Barton       | 292         | 4e cru              | 3e cru              | 35        | 23        |
| Château Gruaud Larose       | 290         | 4e cru              | 2e cru              | 36        | 12        |
| Château Brane-Cantenac      | 286         | 4e cru              | 3e cru              | 37        | 28        |
| Château Kirwan              | 277         | 4e cru              | 3e cru              | 38        | 20        |
| Château Talbot              | 274         | 4e cru              | 4e cru              | 39        | 34        |
| Château Malartic-Lagravière | 266         | 4e cru              | -                   | 40        | -         |
| Domaine de Chevalier        | 265         | 4e cru              | -                   | 41        | -         |
| Château Haut-Marbuzet       | 254         | 4e cru              | -                   | 42        | -         |
| Château Prieuré-Lichine     | 250         | 4e cru              | 4e cru              | 43        | 41        |

### Cinquièmes crus
| Nom des vins               | Prix moyens | Classification 2009 | Classification 1855 | Rang 2009 | Rang 1855 |
| Château Lagrange           | 246         | 5e cru              | 3e cru              | 44        | 22        |
| Château Boyd-Cantenac      | 239         | 5e cru              | 5e cru              | 45        | 50        |
| Château Sociando-Mallet    | 233         | 5e cru              | -                   | 46        | -         |
| Château Ferrière           | 226         | 5e cru              | 3e cru              | 47        | 32        |
| Château Marquis de Terme   | 219         | 5e cru              | 4e cru              | 48        | 42        |
| Château d'Armailhac        | 216         | 5e cru              | 5e cru              | 49        | 53        |
| Château Carbonnieux        | 213         | 5e cru              | -                   | 50        | -         |
| Château Haut-Bages Libéral | 209         | 5e cru              | 5e cru              | 51        | 46        |
| Château Haut-Batailley     | 208         | 5e cru              | 5e cru              | 52        | 45        |
| Château Lafon-Rochet       | 208         | 5e cru              | 4e cru              | 53        | 39        |
| Château Durfort-Vivens     | 206         | 5e cru              | 2e cru              | 54        | 11        |
| Château du Tertre          | 205         | 5e cru              | 5e cru              | 55        | 54        |
| Château Rauzan-Gassies     | 204         | 5e cru              | 2e cru              | 56        | 7         |
| Château Dauzac             | 203         | 5e cru              | 5e cru              | 57        | 52        |
| Château Cos Labory         | 203         | 5e cru              | 5e cru              | 58        | 58        |
| Château Batailley          | 202         | 5e cru              | 5e cru              | 59        | 44        |
| Château Grand-Puy Ducasse  | 201         | 5e cru              | 5e cru              | 60        | 48        |

### Gagnants et perdants
Le château la Mission Haut-Brion fait son entrée non seulement dans le classement, mais surtout parmi les premiers crus. Il y a neuf nouveaux-venus :
| Nom des vins                  | Prix moyens | Classification 2009 | Rang 2009 |
| Château la Mission Haut-Brion | 2 225       | 1er cru             | 6         |
| Château Pape Clément          | 686         | 2e cru              | 10        |
| Château Haut-Bailly           | 369         | 3e cru              | 22        |
| Château Smith Haut Lafitte    | 329         | 3e cru              | 26        |
| Château Malartic-Lagravière   | 266         | 4e cru              | 42        |
| Domaine de Chevalier          | 265         | 4e cru              | 44        |
| Château Haut-Marbuzet         | 254         | 4e cru              | 45        |
| Château Sociando-Mallet       | 233         | 5e cru              | 49        |
| Château Carbonnieux           | 213         | 5e cru              | 54        |

Pour les vins déjà classés en 1855, celui qui obtient la plus forte montée dans le classement est le château Lynch-Bages, qui passe de cinquième cru à deuxième, gagnant 33 places. Les autres principaux gagnants sont les châteaux Clerc-Milon (+28), Pontet-Canet (+25), Palmer (+20), Grand Puy Lacoste (+18), Beychevelle (+13), Cos d'Estournel (+8), Montrose (+7) et Calon-Ségur (+7).
Il y a des perdants, exclus de ce classement :
| Nom des vins                    | Prix moyens | Classification 1855 |
| Château Marquis d'Alesme Becker | 192         | 3e cru              |
| Château Pouget                  | 191         | 4e cru              |
| Château La Tour Carnet          | 181         | 4e cru              |
| Château Desmirail               | 167         | 3e cru              |
| Château Pédesclaux              | 163         | 5e cru              |
| Château Croizet-Bages           | 163         | 5e cru              |
| Château Cantemerle              | 162         | 5e cru              |
| Château Lynch-Moussas           | 155         | 5e cru              |
| Château de Camensac             | 139         | 5e cru              |
| Château Belgrave                | 137         | 5e cru              |

### Seconds vins
Douze seconds vins ont des prix qui leur permettraient de figurer dans le classement :
| Nom des vins                         | Prix moyens | Classement potentiel |
| Carruades de Lafite                  | 1 024       | 2e cru               |
| Forts de Latour                      | 777         | 2e cru               |
| Petit Mouton                         | 492         | 3e cru               |
| Pavillon Rouge                       | 438         | 3e cru               |
| Le Bahans/Clarence de Haut-Brion     | 340         | 3e cru               |
| Alter Ego de Palmer                  | 282         | 4e cru               |
| La Chapelle de la Mission Haut-Brion | 250         | 4e cru               |
| Pagodes de Cos                       | 245         | 5e cru               |
| Clos du Marquis                      | 231         | 5e cru               |
| Réserve de la Comtesse               | 218         | 5e cru               |
| La Croix de Beaucaillou              | 217         | 5e cru               |
| Clementin du Pape Clément            | 216         | 5e cru               |